# Todorovo (distrikt i Bulgarien, Pleven)
Todorovo (bulgariska: Тодорово) är ett distrikt i Bulgarien.   Det ligger i kommunen Obsjtina Pleven och regionen Pleven, i den centrala delen av landet, 120 km nordost om huvudstaden Sofia.
Trakten runt Todorovo består till största delen av jordbruksmark. Runt Todorovo är det ganska tätbefolkat, med 93 invånare per kvadratkilometer.